# علم آثار العصور الوسطى
علم الآثار في العصور الوسطى هو دراسة البشرية من خلال ثقافتها المادية، متخصصًا في فترة العصور الوسطى الأوروبية. في أوسع نطاقاتها، تمتد هذه الفترة من القرن الخامس إلى القرن السادس عشر وتشير إلى البقايا التي تلت الحقبة الرومانية ولكن قبل العصر الحديث. تشمل هذه الفترة الاضطرابات التي سببها سقوط الإمبراطورية الرومانية الغربية وثقافات مثل الفايكنج والسكسون والفرنجة. غالبًا ما يتخصص علماء الآثار في دراسة العصور الوسطى المبكرة (فترة الهجرة) أو العصور الوسطى العليا والمتأخرة، على الرغم من أن العديد من المشاريع والمهنيين يتجاوزون هذه الحدود الزمنية.
نظرًا للطبيعة الغنية للسجل المكتوب في العصور الوسطى، غالبًا ما يُنظر إلى علم الآثار على أنه "خادمة التاريخ"، خاصة في العصور الوسطى المتأخرة. يمكن أن يعزز تحليل الثقافة المادية الأدلة المكتوبة من الفترة الوسطى أو يشكك فيها، ويجب استخدام المصدرين معًا. قام علم الآثار في العصور الوسطى بدراسة تطور المستوطنات في العصور الوسطى، وخاصة تطور المدن والأديرة والقلاع. كما ساهم في فهم انتشار وتطور الرهبانية المسيحية خلال الفترة الوسطى.